# Esta noche gano yo
Esta noche gano yo es un programa de televisión de entretenimiento presentado por Christian Gálvez y Carolina Cerezuela y producido por Bulldog TV para Telecinco. Se estrenó el 26 de julio de 2022. A partir del programa número cuatro se emitió en la franja de late night tras sus discretos datos de audiencia.

## Formato
Los presentadores capitanean dos equipos de famosos, llamados Turquesa y Rubí, que se enfrentan cada semana a diferentes pruebas. En cada entrega, los miembros de los equipos se enfrentan a cinco duelos individuales, englobadas en cinco categorías: fuerza y agilidad, resistencia, habilidad y coco, talento, y vuelta a la infancia (que reformula conocidos juegos infantiles). El ganador de cada una de las pruebas sumará 2.000 euros para su equipo. Después de los cinco duelos, los presentadores y capitanes tendrán su propio duelo, cuyo ganador otorgará a su equipo una ventaja para usar en la prueba final. La prueba final enfrenta a los dos equipos al completo en un desafío grupal, cuyo equipo ganador será el ganador del programa y acumulará 5.000 euros más de cara a la siguiente entrega.
En el último programa, los dos equipos se enfrentarán de nuevo en una prueba que tendrá un solo equipo ganador. Los cinco miembros del equipo vencedor, más un repescado del equipo contrario, participarán individualmente en las pruebas finales, siendo eliminados uno a uno hasta que solo quede un ganador, que se llevará todo el importe acumulado en el bote.

## Equipo
| Christian Gálvez   |
| Carolina Cerezuela |

### Concursantes
|                          | Concursantes                | Ocupación                   | Clasificación   | Equipo          |
| ------------------------ | --------------------------- | --------------------------- | --------------- | --------------- |
|                          | Edu Soto                    | Humorista                   | Ganador         | Equipo Turquesa |
| Carlo Costanzia Jr.      | Actor y modelo              | Duelista                    | Equipo Rubí     |                 |
| Rocío Madrid             | Presentadora y actriz       | 3.ª finalista               | Equipo Turquesa |                 |
| Ricky Merino             | Cantante                    | 4.º finalista               | Equipo Turquesa |                 |
| Miriam Díaz-Aroca        | Actriz y presentadora de TV | 5.ª finalista               | Equipo Turquesa |                 |
| La Terremoto de Alcorcón | Cantante                    | Semifinalistas              | Equipo Rubí     |                 |
| Patricia Montero         | Actriz                      | Semifinalistas              | Equipo Rubí     |                 |
| Michelle Calvó           | Actriz                      | Abandono forzado por lesión | Equipo Turquesa |                 |
| Jorge González           | Cantante                    | 2.º expulsado               | Equipo Rubí     |                 |
| Belinda Washington       | Actriz y presentadora de TV | 1.ª expulsada               | Equipo Rubí     |                 |

## Programas
| Gala | Ganador         | Fecha      | Audiencia                     |
| ---- | --------------- | ---------- | ----------------------------- |
| 1    | Equipo Turquesa | 26/07/2022 | 1 069 000 (11,4%)             |
| 2    | Equipo Rubí     | 02/08/2022 | 840 000 (8,8%)                |
| 3    | Equipo Rubí     | 09/08/2022 | 584 000 (6,8%)                |
| 4    | Equipo Turquesa | 16/08/2022 | 308 000 (7,0%)                |
| 5    | Equipo Turquesa | 23/08/2022 | 336 000 (6,6%)                |
| 6    | Equipo Turquesa | 30/08/2022 | 257 000 (6,0%) 130 000 (8,5%) |
| 7    | Edu Soto        | 31/08/2022 | 257 000 (6,0%) 130 000 (8,5%) |

- Debido a sus bajos datos de audiencias, se emitió el programa 6 y 7 en la misma noche haciéndose públicos el ganador a las 3h05 de la madrugada.[13]

### Esta noche gano yo: Ediciones
| Edición                             | Fecha | Cadena    | Galas | Espectadores | Cuota de pantalla | Gran final                    |
| ----------------------------------- | ----- | --------- | ----- | ------------ | ----------------- | ----------------------------- |
| Esta noche gano yo: Primera edición | 2022  | Telecinco | 7     | 503 000      | 7,9%              | 257 000 (6,0%) 130 000 (8,5%) |

## PalmarésEsta noche gano yo
| Edición                             | Fecha | Ganador  | Segundo lugar   | Tercer lugar | Cuarto lugar | Quinto lugar      |
| ----------------------------------- | ----- | -------- | --------------- | ------------ | ------------ | ----------------- |
| Esta noche gano yo: Primera edición | 2022  | Edu Soto | Carlo Costanzia | Rocío Madrid | Ricky Merino | Miriam Díaz-Aroca |

## Producción
El 19 de mayo de 2022, Mediaset España anunció que estaba desarrollando, junto a Bulldog TV (la productora de Supervivientes), un formato original inspirado en el programa El desafío de Antena 3, para el prime time veraniego de Telecinco. En junio de 2022, el programa confirmó su título como Esta noche gano yo y Christian Gálvez y Carolina Cerezuela fueron anunciados como presentadores, además de anunciar a los concursantes del programa.

## Lanzamiento
En junio de 2022, Telecinco comenzó a promocionar el programa con sus primeras imágenes. El 21 de julio de 2022, la cadena anunció que estrenaría el programa el 26 de julio de 2022.